# Bombshell (filme)
Bombshell (no Brasil, O Escândalo) é um filme americano de 2019, do gênero drama biográfico, dirigido por Jay Roach e escrito por Charles Randolph. É estrelado por Charlize Theron, Nicole Kidman e Margot Robbie, e é baseado em várias mulheres que trabalham na Fox News as quais pretendem expor o CEO Roger Ailes por assédio sexual. John Lithgow, Kate McKinnon, Connie Britton, Malcolm McDowell e Allison Janney aparecem em papéis coadjuvantes.
O filme foi anunciado pela primeira vez em maio de 2017 após a morte de Ailes; Roach foi confirmado como diretor no ano seguinte. Grande parte do elenco se juntou naquele verão e as filmagens começaram em outubro de 2018 em Los Angeles. A trama aborda a onda de denúncias de jornalistas da Fox News, após processo movido por Megyn Kelly, jornalista e apresentadora de renome, demitida em 2016. É retratado o clima de tensão estabelecido no canal, as dúvidas em como agir diante da gravidade do tema e o descrédito colocado sobre as vítimas por parte da equipe do canal.
O filme recebeu um lançamento limitado nos Estados Unidos em 13 de dezembro de 2019, seguido de um amplo lançamento no dia 20 do mesmo mês por intermédio da Lionsgate. Por suas atuações, Theron e Robbie foram indicadas para Melhor Atriz em Filme de Drama e Melhor Atriz Coadjuvante, respectivamente, na 77.ª edição dos Prêmios Globo de Ouro, assim como receberam indicações nas mesmas categorias nos Prêmios Critics' Choice, no BAFTA e no Oscar. Para os Prêmios Screen Actors Guild 2020, Theron foi nomeada a Melhor Atriz, ao passo que Robbie e Kidman, a Melhor Atriz Coadjuvante.

## Elenco
- Charlize Theron como Megyn Kelly
- Nicole Kidman como Gretchen Carlson
- Margot Robbie como Kayla Pospisil
- John Lithgow como Roger Ailes
- Kate McKinnon como Jess Carr
- Connie Britton como Beth Ailes
- Malcolm McDowell como Rupert Murdoch
- Allison Janney como Susan Estrich

## Recepção

### Resposta da crítica
No agregador de resenhas Rotten Tomatoes, o filme marca uma aprovação de 70 por cento com base em comentários de 299 críticos, e registra uma nota  6.7 de 10. De acordo com o site, o consenso crítico do filme diz: "Bombshell se beneficia de um elenco fantástico e de um assunto digno, mas seu impacto é abafado por uma incapacidade frustrante de ir mais fundo do que a superfície sensacionalista". No Metacritic, que atribui uma média aritmética ponderada com base em 100 comentários de críticos mainstream, o filme recebeu uma pontuação média de 64 pontos com base em 46 comentários, indicando "críticas geralmente favoráveis".